# Aleksander Wisłocki
Aleksander Wisłocki (ur. około 1820, zm. 18 listopada 1898 w Dębicy) – prawnik, notariusz, radny i burmistrz Tarnowa.

## Życiorys
Pochodził ze szlacheckiej rodziny herbu Sas, wywodzącej się z Kulczyc. Z wykształcenia był prawnikiem, notariuszem. Od 1870 roku pełnił funkcję radnego Rady Miasta Tarnowa. Po wyborach w grudniu 1877 roku został wybrany burmistrzem miasta.
W czasie pełnienia przez Aleksandra Wisłockiego urzędu, w Radzie Miasta zaostrzył się konflikt dotyczący sposobu zarządzania propinacją alkoholową. Część radnych, z Karolem Kaczkowskim, była zwolennikami wydzierżawienia przez miasto dochodów z propinacji, pozostali, w tym burmistrz, optowali za zarządzaniem propinacją przez urzędników miejskich. Ostatecznie w 1880 roku przeważyła opcja prezentowana przez grupę skupioną wokół Aleksandra Wisłockiego. Miasto wykupiło prawo do poboru połowy dochodów z propinacji od księcia Eustachego Sanguszki, za sumę 300 tysięcy florenów, zaciągając na ten cel pożyczki w Galicyjskiej Kasie Oszczędnościowej we Lwowie i Kasie Oszczędności Miasta Tarnowa. Zadłużenie miasta osiągnęło najwyższy poziom w historii, co spowodowało ograniczenie inwestycji.
Po kolejnych wyborach do Rady Miasta, dwaj kandydaci na urząd burmistrza, Aleksander Wisłocki i Ludwik Pietrzycki, uzyskali po osiemnaście głosów. Ostatecznie o wyborze zdecydowało losowanie, które wygrał Wisłocki. Pełnił swój urząd do 1884 roku. Do jego osiągnięć jako burmistrza należały między innymi uruchomienie w Tarnowie oświetlenia gazowego, pokrycie wieży ratusza blachą, reorganizację funduszu szpitalnego, otwarcie w mieście kolejnych szkół i budowę tzw. Wielkich Schodów. W 1883 roku Tarnów zorganizował uroczyste obchody dwóchsetnej rocznicy bitwy pod Wiedniem. Gdy Aleksander Wisłocki był burmistrzem, w Tarnowie wydawana była (w latach 1879−1881) pierwsza w historii miasta gazeta „Gwiazda”.
Do 1890 roku Aleksander Wisłocki był radnym miejskim, później przewodniczył tarnowskiej radzie notarialnej. W 1894 roku przeprowadził się do Dębicy, gdzie otworzył biuro notarialne i w cztery lata później zmarł. Miał dwoje dzieci: syna Stanisława, adwokata, oraz córkę.